# كحلان (حجة)

تعديل مصدري - تعديل

كحلان هي مدينة ومركز مديرية كحلان عفار بمحافظة حجة اليمنية، بلغ تعداد سكانها 4227 نسمة حسب الإحصاء الذي أجري عام 2004.